# فرافره

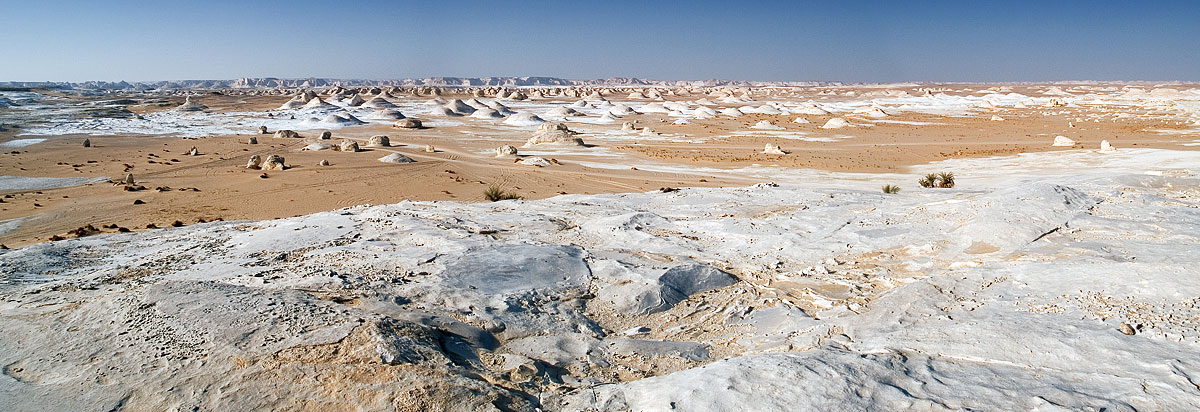
صحرای سپید مصر

فرافره (به عربی: واحة الفرافرة) دومین منطقهٔ کم ارتفاع و بزرگ مصر است که در غرب این سرزمین جای دارد و کمترین شمار جمعیت را از آن خود کرده. این منطقه در ۲۷٫۰۶ درجهٔ شمالی و ۲۷٫۹۷ شرقی جای دارد و در غرب صحرای مصر است. برپایهٔ سرشماری سال ۲۰۰۲ این منطقه ۵۰۰۰ نفر جمعیت داشت. که بیشتر در شهر فرافره (به عربی: مدینة الفرافرة) زندگی می‌کنند. این شهر در قلمرو استان وادی الجدید مصر است.

## نگارخانه

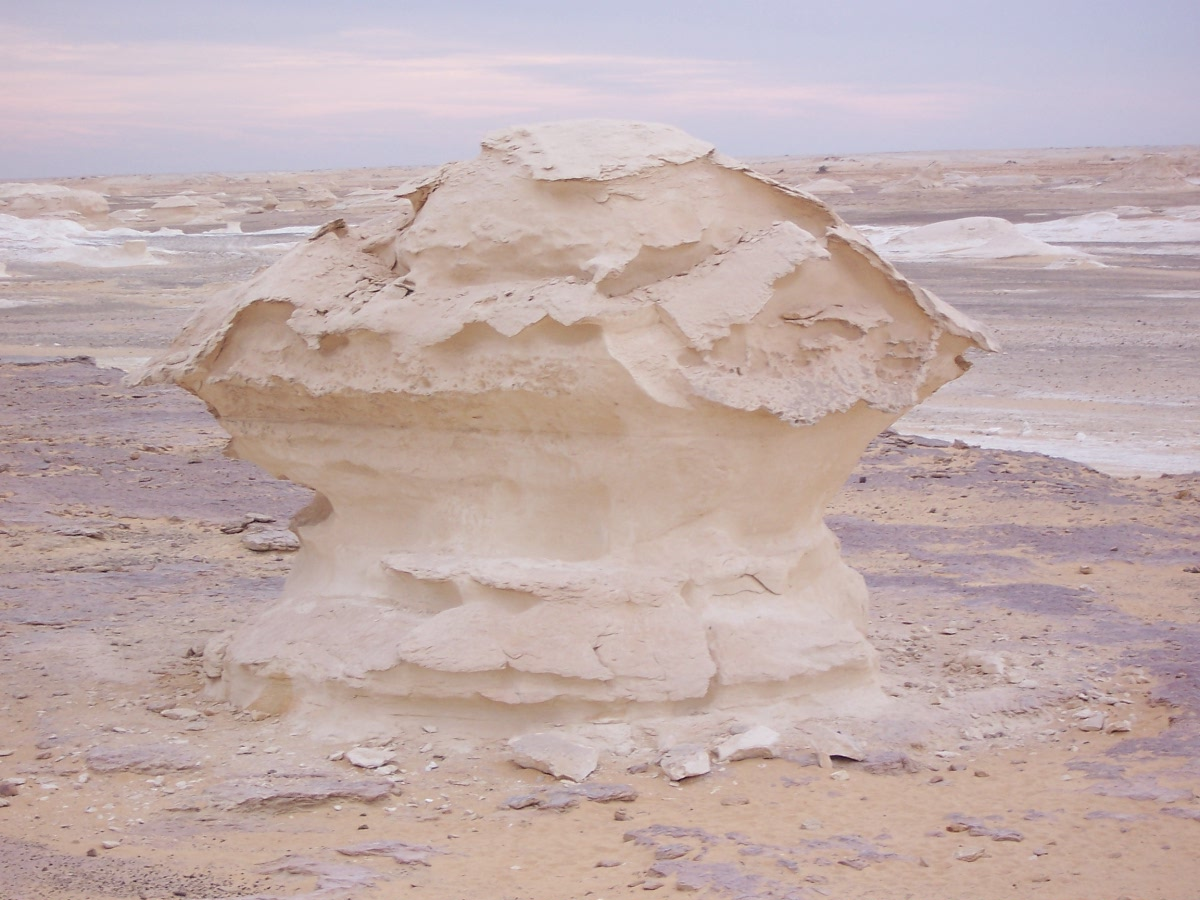
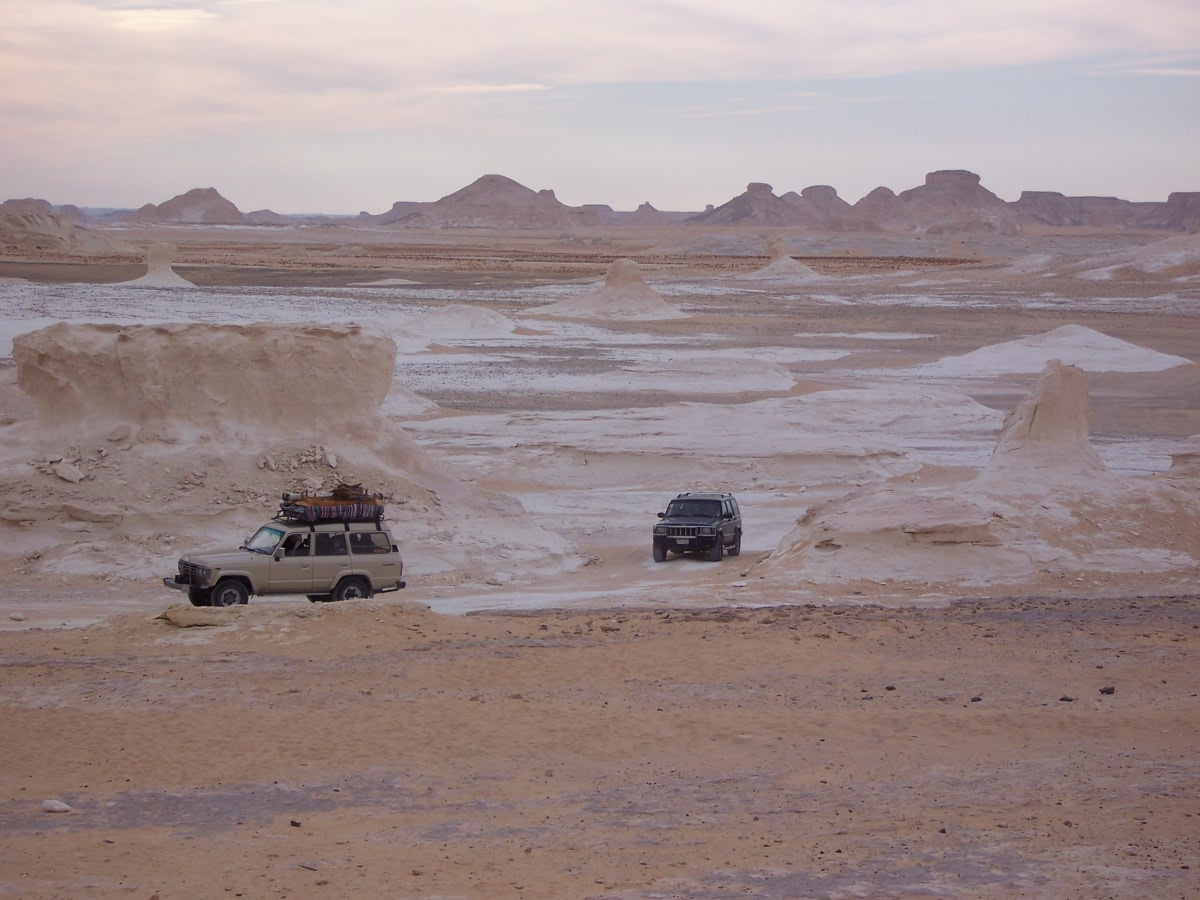
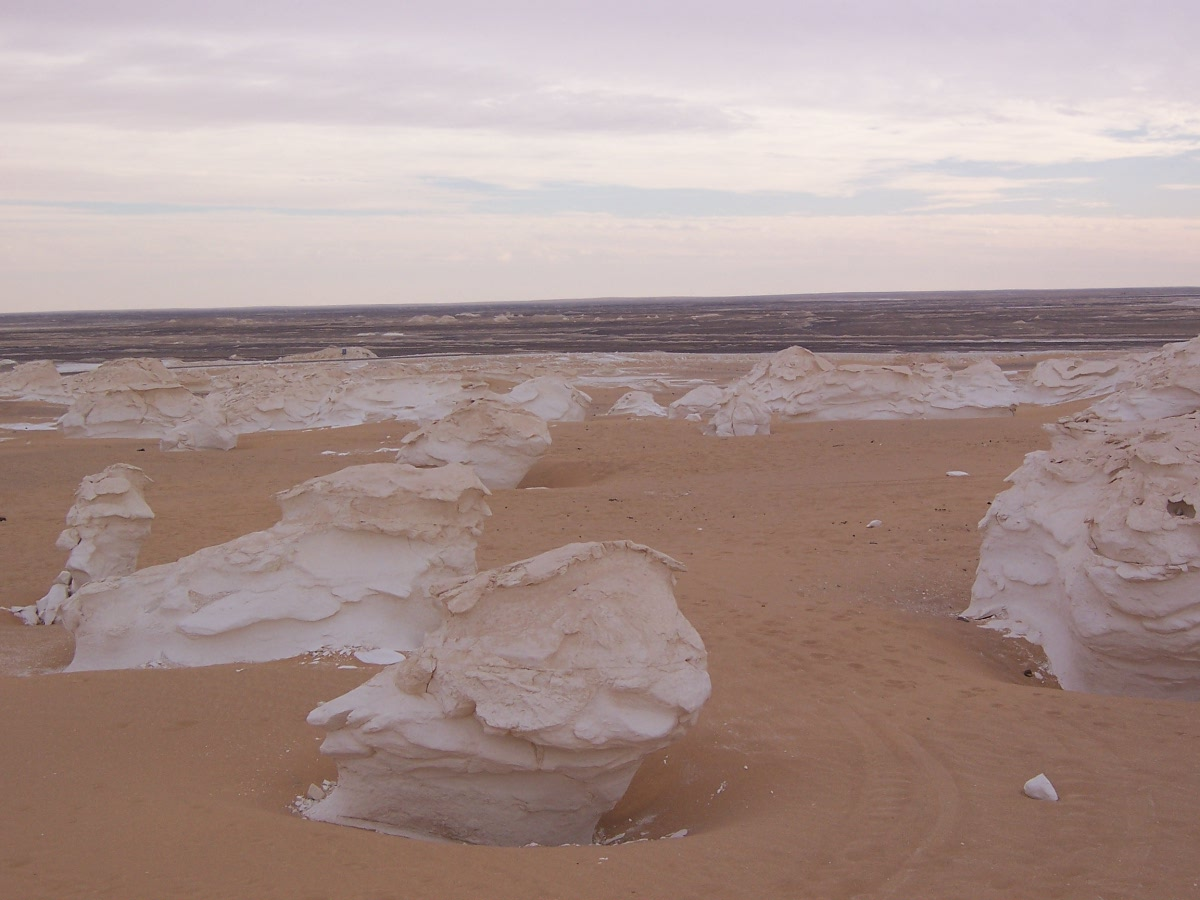
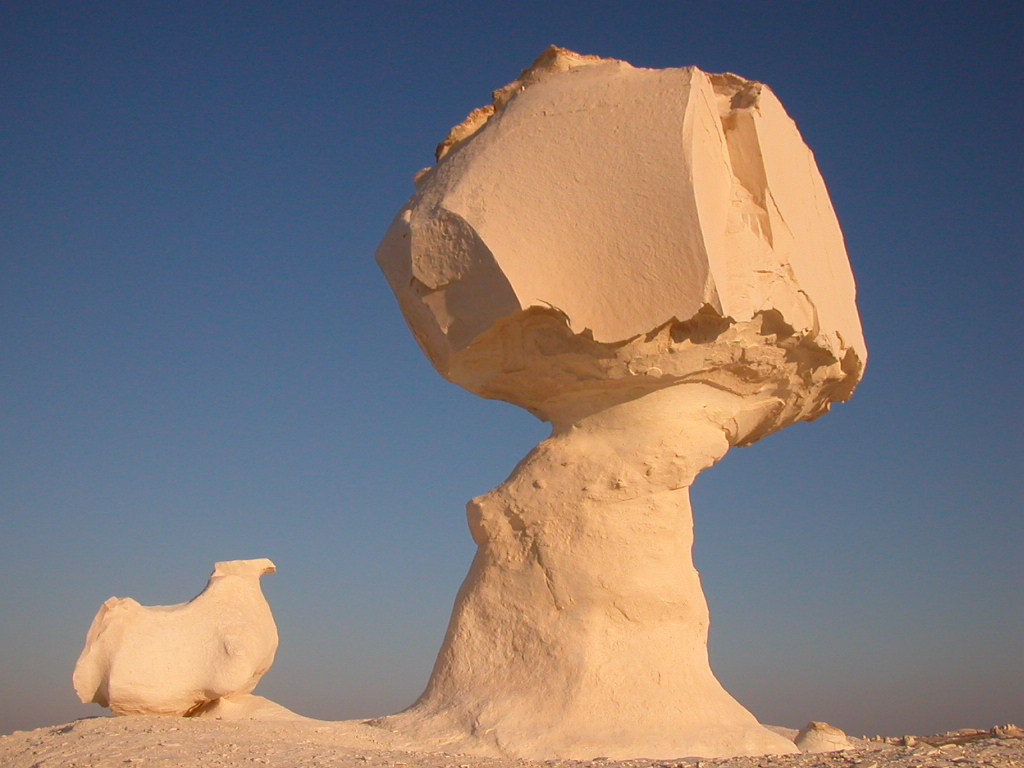
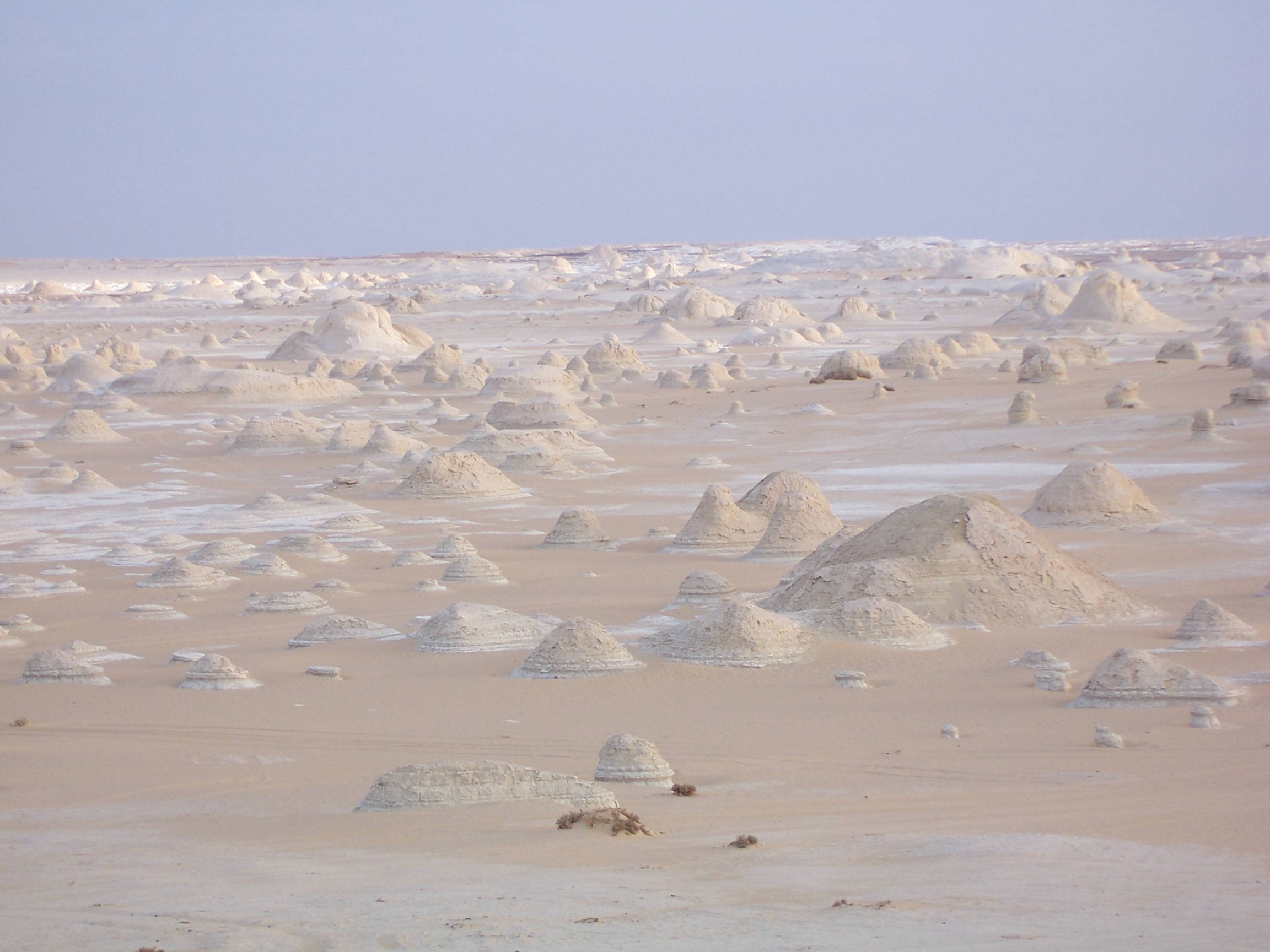